# Teodor V. Ștefanelli

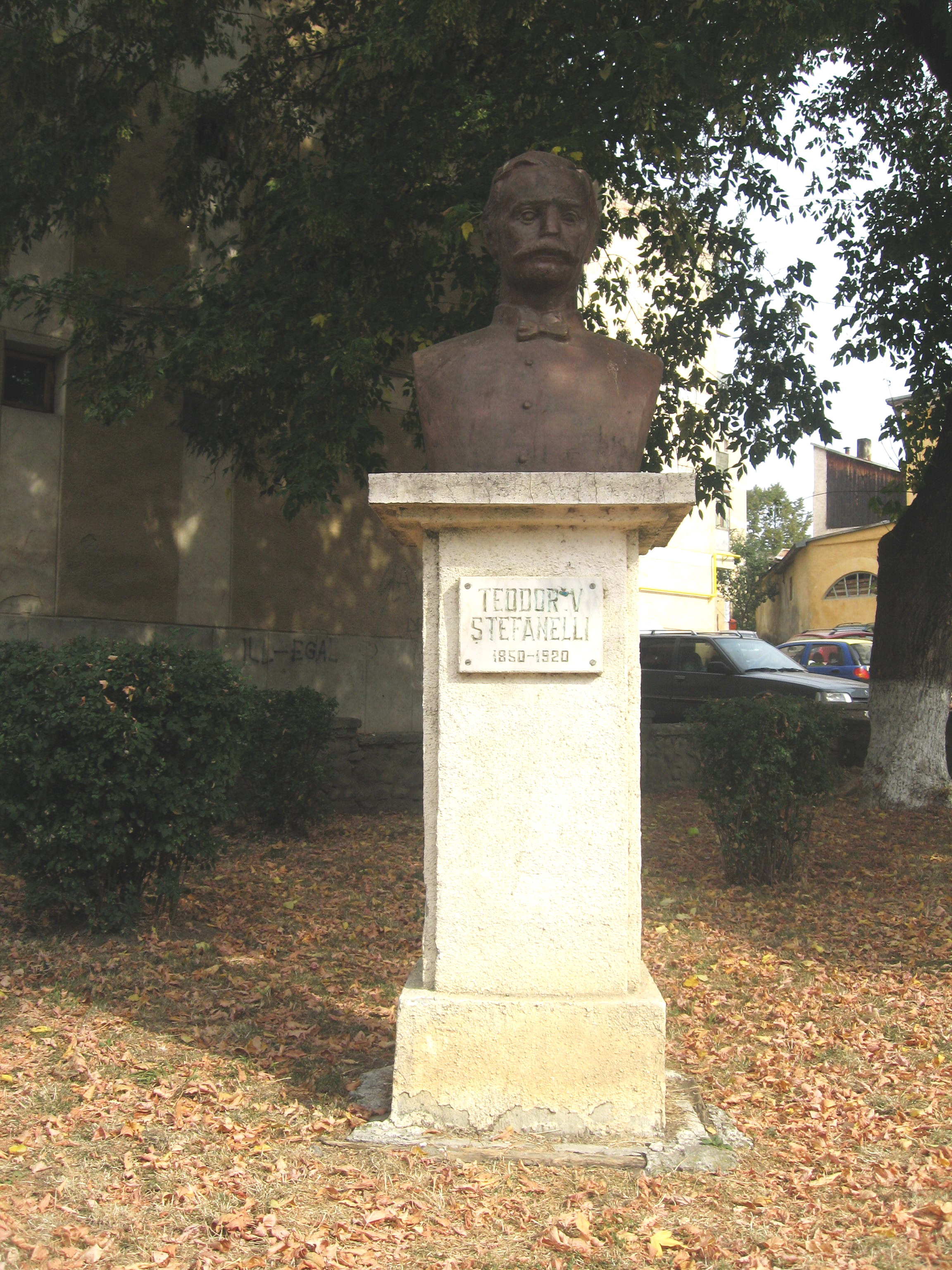
Bustul scriitorului Teodor V. Ştefanelli din centrul oraşului Siret

Teodor V. Ștefanelli (născut Theodor Ștefaniuc) (n. 18 august 1849, Siret, Suceava, România – d. 23 iulie 1920, Fălticeni, Suceava, România) a fost un istoric, poet, prozator și jurist român, membru titular (1910) al Academiei Române.
Fiu al unui comerciant și vânzător, Vasile Ștefaniuc, Teodor Ștefanelli a urmat școala primară în Siret și liceul la Cernăuți, între 1861 și 1869. În al doilea an de liceu a fost coleg de clasă cu Mihai Eminescu. Între 1869 și 1873, a studiat dreptul la Universitatea din Viena, la care și-a obținut și doctoratul, în 1875. A lucrat în calitate de magistrat și administrator în Câmpulung Moldovenesc, Suceava și Liov. Până să se retragă din activitate, în 1910, a fost consultant imperial la Curtea Supremă din Viena.
În Cernăuți, a făcut parte din Societatea pentru Cultura și Literatura Română din Bucovina , Societatea Academică Junimea  și Arboroasa . Ștefanelli a făcut parte și din societatea România Jună  din Viena, implicându-se în organizarea manifestațiilor de la Mănăstirea Putna din 1871.
Ca membru al Societății Școlare Române din Suceava , a fost fondator al unei biblioteci. În 1898, este numit membru corespondent al Academiei Române, devenind membru titular din 1910.
Membru al Partidului Național Român, a fost deputat în Dieta Bucovinei, participând activ la Unirea Bucovinei cu România, în 1918.
Încetează din viață în 1920, fiind înmormântat la Fălticeni.

## Cariera literară
Prima sa lucrare publicată a fost o traducere, apărută în 1868 în Foaia Societății pentru Cultura și Literatura Română. Contribuțiile sale au apărut și în Analele Academiei Române, Arhiva, Aurora Română, Calendariul Societății pentru Cultura și Literatura Română, Convorbiri Literare, Gazeta Bucovinei, Junimea Literară, Revista Politică, Transilvania și Tribuna. S-a semnat sub formele T.Șt., T. V. Ștefaniu, Truță și T. V. Șt. Cea mai mare parte a operei sale se regăsește disipată în periodice.
Au fost tipărite sub formă de cărți: adaptarea poveștii Loango (1886), textele istorice Istoricul luptei pentru drept în ținutul Câmpulungului Moldovenesc (1911) și Documente din vechiul ocol al Câmpulungului Moldovenesc (1915), lucrarea Amintiri despre Eminescu (1914).

## Recunoașteri postume
În centrul orașului Siret (unde s-a născut) i s-a înălțat un bust.
În prezent, pe soclul bustului poetului Mihai Eminescu din Suceava se află un altorelief cu chipul lui Teodor V. Ștefanelli.